# Amphinemura palmeni
Amphinemura palmeni is een steenvlieg uit de familie beeksteenvliegen (Nemouridae). De wetenschappelijke naam van de soort is voor het eerst geldig gepubliceerd in 1917 door Koponen.